# Росен Баїр (кряж)
Росен Баїр (або Алатепе) — кряж в південно - східній частині Болгарії, недалеко від північної гілки пагорба Босна у системі Странджа, в   Бургаській області. 
Хребет простягається з півночі на південь на 10 км, а його ширина становить 4 - 5 км.  На північ він досягає затоки Бургаської затоки, на захід до долини Бургаса, і на схід від долини Отманлійської річки відокремлюється  від Бакарлака.  На півдні його схили занурюються в горбисту область на північ від кряжа  Босна. 
Його найвища точка, гора Голія Баір (266,9 м), розташована приблизно в 2 км на північний захід від села Росен.  Він складений з андезитів і туфів.  У його північній частині знаходиться родовище міді, відоме з давніх часів.  Клімат помірно-континентальний з чорноморським впливом.   Ґрунти - бурі лісові.  Хребет і його схили зарослі дубовими, грабовими і липовими лісами. 
У південно-східних передгір'ях розташовані села Росен і Равна Гора. 
На його північному і східному підніжжі є ділянки  двох шляхів  Державної автомобільної мережі: 
- На його північному підніжжі, уздовж 2 км - ділянка дороги другого класу № 99 Бургас - Приморсько - Царево - Малко Тирново;
- На всьому його східному підніжжі, довжиною 6 км - ділянка дороги третього класу № 992 Атія - Ясна Поляна - Приморсько.

Частина північно-західного підніжжя потрапляє в охоронювану територію Ченгене-Скеле ("Ормана"). 

## Топографічна карта
- Аркуш карти K-35-56. Масштаб: 1 : 100 000.